# Liste des présidents de la Navarre
Cet article dresse la liste des titulaires du poste de Président de la communauté forale de Navarre depuis l'approbation de la loi organique du 16 août 1982 établissant le statut d'autonomie de la communauté autonome, jusqu'à aujourd'hui.

## Liste
| Président | Président         | Dates                                                           | Parti    | Remarque                                                                                               |
| --------- | ----------------- | --------------------------------------------------------------- | -------- | --- |
|           | Gabriel Urralburu | 27 avril 1984 - 23 septembre 1991 (7 ans, 4 mois et 27 jours)   | PSN-PSOE | Proclamé président en l'absence de majorité                                                            |
|           | Juan Cruz Alli    | 23 septembre 1991 – 26 juillet 1995 (3 ans, 10 mois et 3 jours) | UPN      | Proclamé président en l'absence de majorité                                                            |
|           | Javier Otano      | 26 juillet 1995 – 18 septembre 1996 (1 an, 1 mois et 23 jours)  | PSN-PSOE | Premier gouvernement majoritaire Démissionne à la suite d'un scandale bancaire                         |
|           | Miguel Sanz       | 18 septembre 1996 – 28 juin 2011 (14 ans, 9 mois et 10 jours)   | UPN      | Proclamé président en l'absence de majorité en 1996 Premier président à accomplir plus de deux mandats |
|           | Yolanda Barcina   | 28 juin 2011 – 22 juillet 2015 (4 ans et 24 jours)              | UPN      | Première femme présidente de la Navarre Ancienne maire de Pampelune                                    |
|           | Uxue Barkos       | 22 juillet 2015 - 6 août 2019 (4 ans et 15 jours)               | GB       | Première présidente à ne pas être issue du bipartisme Première présidente issue de la gauche abertzale |
|           | María Chivite     | Depuis le 6 août 2019 (5 ans, 6 mois et 27 jours)               | PSN-PSOE | Troisième présidente consécutive                                                                       |